# Камни мани

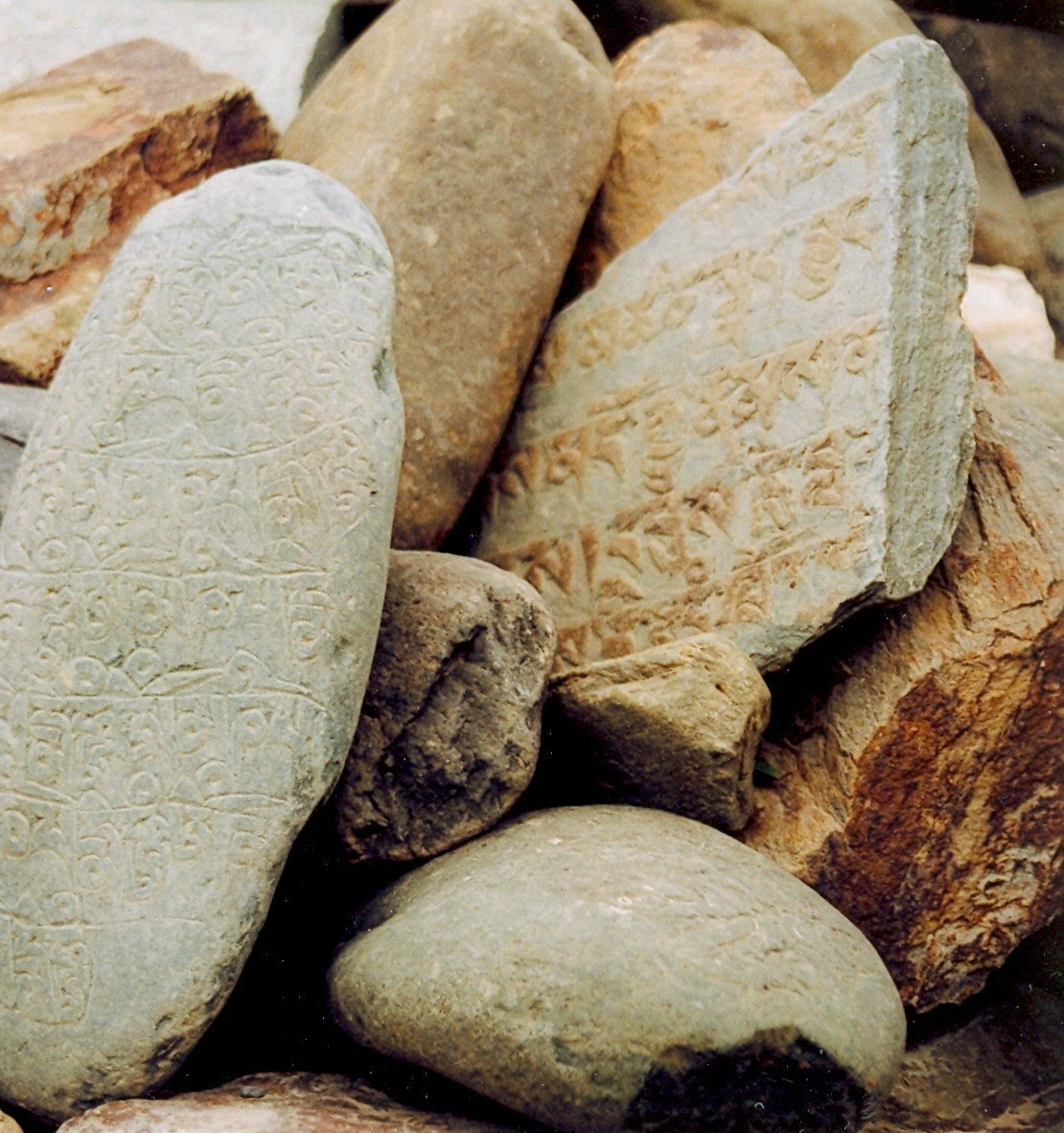

Камни мани — каменные плиты, булыжники или галька с высеченными на них шестью слогами мантры Авалокитешвары (Ом мани падме хум), одной из форм молитвы в тибетском буддизме. Термин «камень мани» может использоваться для обозначения камней с любыми высеченными на них мантрами или подобным (например, аштамангалой). Камни мани часто намеренно размещаются вдоль обочин дорог или берегов рек; иногда из них делаются курганы, туры или подобия длинных стен, которые считаются местом для подношений или обитания божества. Создание таких камней в буддизме считается одной из благочестивых практик садхана, занятие которой ведёт к превращению в идама. Камни мани в буддизме являются одной из форм чинтамани.